# Diostracus inornatus
Diostracus inornatus är en tvåvingeart som beskrevs av Sadao Takagi 1968. Diostracus inornatus ingår i släktet Diostracus och familjen styltflugor. Inga underarter finns listade i Catalogue of Life.